# Drosophila (subgénero)
Drosophila es un subgénero parafilético del genus Drosophila, una clasificación de moscas de fruta.  Este subgénero fue primero descrito por Alfred Sturtevant en 1939.

## Filogenia
La mayoría de especie están dentro de tres grupos importantes, el virilis-repleta radiación, el immigrans-tripunctata radiación y el hawaiiano Drosophila. Además, varios grupos de especie más pequeños están reconocidos constando de número más pequeño de especies, como el tumiditarsus grupo de especie y el polychaeta grupo de especie.